# Ладнов Євген Борисович
Євген Борисович Ладнов (рос. Ладнов Евгений Борисович; нар. 21 листопада 1978 — пом. 10 листопада 2024) — полковник збройних сил Російської Федерації, учасник вторгнення Росії в Україну. Командир 19-го танкового полку 67-ї дивізії. Фігурант бази «Миротворець»

## Біографія
Родом з Челябінської області.
З перших днів повномасштабного російського вторгнення брав участь у бойових діях у складі російських окупаційних військ.
Звинувачується у розстрілі сімох російських військовослужбовців, що відмовилися виконувати наказ.
Загинув 10 листопада 2024 року в Луганській області внаслідок артилерійського обстрілу.

## Нагороди
- Нагороджений орденом Суворова[2].
- Нагороджений двома Орденами Мужності[2].
- Нагороджений орденами «За заслуги перед Батьківщиною» I та II ступеня[2].
- Медаль «За Відвагу»[3].